# Ashikaga Yoshikazu
En aquest nom japonès, el cognom és Ashikaga.
Ashikaga Yoshikazu (足利 義量, 27 d'agost del 1407 - 17 de març del 1425) va ser el cinquè shogun del shogunat Ashikaga i va governar entre el 1423 i el 1425 al Japó. Va ser fill del quart shogun Ashikaga Yoshimochi.
El seu pare va abdicar a favor seu el 1423 quan tenia setze anys, no obstant només va poder governar durant dos anys, abans de morir. Atès que va morir sense sense tenir fills hi va haver una espera de quatre anys abans d'escollir el seu oncle Ashikaga Yoshinori com a següent shogun.